# Volo EgyptAir 763
Il volo EgyptAir 763 era un volo passeggeri internazionale non di linea dal Cairo, in Egitto, ad Aden, nello Yemen del Sud. Il 19 marzo 1972, il volo era operato da un McDonnell Douglas DC-9-32 registrato in Jugoslavia come YU-AHR e operato dalla recentemente ribattezzata EgyptAir. Si schiantò contro i monti Shamsan durante l'avvicinamento ad Aden, uccidendo tutte le 30 persone a bordo.

## L'aereo
L'aereo coinvolto era un McDonnell Douglas DC-9-32. È stato costruito nel 1970 e gli vennero assegnati il numero di costruzione 47503 e il numero di serie del produttore 587, venendo registrato come YU-AHR.

## L'incidente
Il 19 marzo 1972 il volo EgyptAir 763 stava volando dall'aeroporto internazionale del Cairo in Egitto all'aeroporto internazionale di Aden nella Repubblica Democratica Popolare dello Yemen (Yemen del Sud), passando per Gedda, Arabia Saudita. L'aereo era stato noleggiato dalla compagnia aerea jugoslava Inex-Adria con a bordo 21 passeggeri e 9 membri dell'equipaggio. Il volo 763 era in avvicinamento visivo per atterrare sulla pista 08 dell'aeroporto internazionale di Aden quando l'aereo colpì Jebel Shamsan, la vetta più alta del cratere Aden, un vulcano spento, situato a 7 chilometri (3,8 nmi) dall'aeroporto. Nell'impatto l'aereo prese fuoco, uccidendo tutti a bordo. Al momento dell'incidente, si trattava del peggior incidente avvenuto nello Yemen meridionale. A novembre 2011, rimane il peggior incidente aereo dell'aviazione civile yemenita e il secondo peggior incidente aereo avvenuto nello Yemen.